# خایمه ویگاس
خایمه ویگاس (اسپانیایی: Jaime Villegas‎؛ زادهٔ ۵ ژوئیهٔ ۱۹۵۰) بازیکن فوتبال اهل هندوراس بود.
وی همچنین در تیم ملی فوتبال هندوراس بازی کرده‌است.